# Euoniticellus pallipes
Euoniticellus pallipes là một loài bọ cánh cứng trong họ Bọ hung (Scarabaeidae).